# Jigsaw (Mike Stern)
Jigsaw è il quarto album in studio del chitarrista statunitense Mike Stern. Fu pubblicato nel 1989 dalla Atlantic Records.

## Tracce
1. Another Way Around (Mike Stern) - 6:25
2. Loose Ends (Mike Stern) - 6:05
3. To Let You Know (Mike Stern) - 6:30
4. Jigsaw (Mike Stern) - 7:02
5. Chief (Mike Stern) - 7:42
6. Rhyme or Reason (Mike Stern) - 5:47
7. Kwirk (Mike Stern) - 6:57

## Formazione
- Mike Stern - chitarra
- Bob Berg - sassofono tenore
- Michael Brecker - Akai EWI
- Jim Beard - tastiere e programmazione sintetizzatori
- Jeff Andrews - basso
- Peter Erskine - batteria
- Dennis Chambers - batteria
- Manolo Badrena - maracas e bongos